# Kanikenahalli, Dod Ballapur
Kanikenahalli là một làng thuộc tehsil Dod Ballapur, huyện Bangalore Rural, bang Karnataka, Ấn Độ.